# Richard Lumley, IX conte di Scarbrough
Richard George Lumley, IX conte di Scarbrough (Tickhill, 7 maggio 1813 – Maltby, 5 dicembre 1884) è stato un ufficiale irlandese.

## Biografia
Era il figlio ed erede di Frederick Lumley-Saville, l'unico figlio del quinto figlio del quarto conte di Scarbrough. Sua madre, Charlotte Mary Beresford, era la figlia del reverendo George Beresford, nipote di Marcus Beresford, I conte di Tyrone.

## Carriera
Educato all'Eton College, entrò nell'esercito come cornetta negli ussari e si ritirò nel 1837 come tenente colonnello nella cavalleria Yeoman del West Yorkshire. Dopo il pensionamento entrò in politica come rappresentante eletto fino a quando ereditò i titoli di famiglia, prendendo il suo posto nella Camera dei lord, nell'ottobre 1856. 
Il predecessore di Lumley, John Lumley-Savile, VIII conte di Scarbrough, morì senza figli. Lumley ereditò la contea di Scarbrough e la baronia di Lumley. Ha anche ereditato la viscontea di Waterford nella Pari d'Irlanda.
Scarbrough ampliò considerevolmente la residenza familiare di Sandbeck Park nello Yorkshire, che risaliva al XVII secolo. Nel 1857, ingaggiò William Burn per ristrutturare e migliorare la casa. Nel 1869, Benjamin Ferrey costruì una cappella privata per il conte.

## Matrimonio
Sposò, l'8 ottobre 1846, Frederica Drummond (?-2 aprile 1907), figlia di Andrew Robert Drummond. Ebbero sette figli she outlived Lumley, dying in 1907.:
- Lady Algitha Frederica Mary Lumley (23 novembre 1847-22 giugno 1919), sposò William Orde-Powlett, IV barone Bolton, ebbero quattro figli;
- Lady Ida Frances Annabella Lumley (28 novembre 1848-22 agosto 1936), sposò George Bridgeman, IV conte di Bradford, ebbero sette figli;
- Lyulph Richard Granby William Lumley, visconte Lumley (7 giugno 1850-23 agosto 1868);
- Lady Lillian Selina Elizabeth Lumley (1851-24 dicembre 1943), sposò Lawrence Dundas, I marchese di Zetland, ebbero cinque figli;
- Lady Sibell Mary Lumley (25 marzo 1855-4 febbraio 1929), sposò in prime nozze Victor Grosvenor, conte di Grosvenor, ebbero tre figli, e in seconde nozze George Wyndham, ebbero un figlio;
- Aldred Lumley, X conte di Scarbrough (16 novembre 1857-4 marzo 1945);
- Osbert Victor George Athling Lumley (18 luglio 1862-14 dicembre 1923), sposò Constance Patten, ebbero quattro figli.

## Morte
Morì il 5 dicembre 1884, a Sandbeck Park, Maltby.

## Ascendenza
|                                        |                     |                                     | Genitori                                        |  |  | Nonni |  |  | Bisnonni                                          |  |  | Trisnonni                                         |  |
|                                        |                     |                                     |                                                 |  |  |       |  |  | Richard Lumley-Saunderson, IV conte di Scarbrough |  |  | Thomas Lumley-Saunderson, III conte di Scarbrough |  |
|                                        |                     |                                     |                                                 |  |  |       |  |  | Richard Lumley-Saunderson, IV conte di Scarbrough |  |  | Thomas Lumley-Saunderson, III conte di Scarbrough |  |
|                                        |                     | lady Frances Douglas-Hamilton       |                                                 |  |  |       |  |  | Richard Lumley-Saunderson, IV conte di Scarbrough |  |  |                                                   |  |
| lord Frederick Lumley                  |                     |                                     |                                                 |  |  |       |  |  | Richard Lumley-Saunderson, IV conte di Scarbrough |  |  |                                                   |  |
|                                        |                     | Barbara Savile                      | sir George Savile, VII baronetto                |  |  |       |  |  |                                                   |  |  |                                                   |  |
|                                        |                     | Barbara Savile                      | sir George Savile, VII baronetto                |  |  |       |  |  |                                                   |  |  |                                                   |  |
|                                        |                     | Barbara Savile                      | Mary Pratt                                      |  |  |       |  |  |                                                   |  |  |                                                   |  |
| Frederick Lumley                       |                     | Barbara Savile                      |                                                 |  |  |       |  |  |                                                   |  |  |                                                   |  |
|                                        |                     | John Boddington                     | …                                               |  |  |       |  |  |                                                   |  |  |                                                   |  |
|                                        |                     | John Boddington                     | …                                               |  |  |       |  |  |                                                   |  |  |                                                   |  |
|                                        |                     | John Boddington                     | …                                               |  |  |       |  |  |                                                   |  |  |                                                   |  |
| Harriet Anne Boddington                |                     | John Boddington                     |                                                 |  |  |       |  |  |                                                   |  |  |                                                   |  |
|                                        |                     | Anne West                           | …                                               |  |  |       |  |  |                                                   |  |  |                                                   |  |
|                                        |                     | Anne West                           | …                                               |  |  |       |  |  |                                                   |  |  |                                                   |  |
|                                        |                     | Anne West                           | …                                               |  |  |       |  |  |                                                   |  |  |                                                   |  |
| Richard Lumley, IX conte di Scarbrough |                     | Anne West                           |                                                 |  |  |       |  |  |                                                   |  |  |                                                   |  |
|                                        | lord John Beresford | Marcus Beresford, I conte di Tyrone |                                                 |  |  |       |  |  |                                                   |  |  |                                                   |  |
|                                        | lord John Beresford | Marcus Beresford, I conte di Tyrone |                                                 |  |  |       |  |  |                                                   |  |  |                                                   |  |
|                                        | lord John Beresford | Catherine Power, baronessa la Poer  |                                                 |  |  |       |  |  |                                                   |  |  |                                                   |  |
| vescovo George Beresford               | lord John Beresford |                                     |                                                 |  |  |       |  |  |                                                   |  |  |                                                   |  |
|                                        |                     | Anne Constantia de Ligondès         | Claude François du Ligondès, conte di Rochefort |  |  |       |  |  |                                                   |  |  |                                                   |  |
|                                        |                     | Anne Constantia de Ligondès         | Claude François du Ligondès, conte di Rochefort |  |  |       |  |  |                                                   |  |  |                                                   |  |
|                                        |                     | Anne Constantia de Ligondès         | Anna Antoinette du Ligondès                     |  |  |       |  |  |                                                   |  |  |                                                   |  |
| Charlotte Mary Beresford               |                     | Anne Constantia de Ligondès         |                                                 |  |  |       |  |  |                                                   |  |  |                                                   |  |
|                                        |                     | Gervase Parker Bushe                | Amyas Bushe                                     |  |  |       |  |  |                                                   |  |  |                                                   |  |
|                                        |                     | Gervase Parker Bushe                | Amyas Bushe                                     |  |  |       |  |  |                                                   |  |  |                                                   |  |
|                                        |                     | Gervase Parker Bushe                | Elizabeth Parker                                |  |  |       |  |  |                                                   |  |  |                                                   |  |
| Frances Bushe                          |                     | Gervase Parker Bushe                |                                                 |  |  |       |  |  |                                                   |  |  |                                                   |  |
|                                        |                     | Mary Grattan                        | James Grattan                                   |  |  |       |  |  |                                                   |  |  |                                                   |  |
|                                        |                     | Mary Grattan                        | James Grattan                                   |  |  |       |  |  |                                                   |  |  |                                                   |  |
|                                        |                     | Mary Grattan                        | Mary Marlay                                     |  |  |       |  |  |                                                   |  |  |                                                   |  |
|                                        |                     | Mary Grattan                        |                                                 |  |  |       |  |  |                                                   |  |  |                                                   |  |